# 学園カゲキ!
『学園カゲキ！』（がくえんかげき）は、山川進による日本のライトノベル。イラストはよし☆ヲが担当。第1回小学館ライトノベル大賞ガガガ文庫部門ガガガ賞受賞作。ガガガ文庫（小学館）より2007年5月から2009年3月まで刊行された。
メディアミックスとして、「モバMAN」にて十神真作画によるコミカライズが2008年8月から12月にかけて配信された。

## ストーリー
放送芸術特区歌劇市。その私立歌劇学園になんとなく入学した会澤拓海が入学式直後のHRで出会ったのは、陸上のスポーツ推薦で入学してきた橘九月だった。その日のうちに九月の主演しているドラマに乱入し、うまくいきかけていたシーンをぶち壊してしまった拓海。それを機に九月とはしょっちゅう口喧嘩をする仲に。しかし帰り道のスーパーで偶然鉢合わせしながらだんだんお互いを意識していき、ついに、九月のキスとともに二人の付き合いが始まる。そんな時、九月が交通事故に遭い、足が動かなくなってしまう。粉骨砕身して看病に励む拓海に、九月が告げた衝撃の事実とは。

## 登場人物
会澤 拓海（あいざわ たくみ）
私立歌劇学園1年B組に在籍（2巻より2年A組に進級。以下1巻から登場しているキャラクターは全員一学年進級）。特に何も無かった自分の夢を見つけるために歌劇学園の入学を希望し、面接で自分の家にテレビが無い事を告げたため試験に合格。そのため他の生徒とは違い成り上がり精神がまったくない。演技力はあるのだが、アドリブにはてんで弱い。本人の知らぬ間に『BSカゲキ』のメインキャストに抜擢され、学校や自宅問わずに私生活が放送される。九月とはHRで出会い、ドラマの撮影に無知から乱入してしまって知り合う。九月の陸上に対するひたむきな姿勢に惹かれていき、ちょっとした言葉の行き違いから九月にキスされ、拓海自身もその気持ちを伝える。『BSカゲキ』の真相を九月から聞かされ、一時は激しく落ち込むものの、責任を取って退学し故郷に帰ろうとする九月を引止めに行くほど九月のことを深く想っている。そのため付き合いだした2巻以降での拓海たちは学園が認めた完全なバカップルとして人目をはばからずにイチャイチャしはじめる。逢由とは中学の同級生で、一時期だけだが付き合っていた。
橘 九月（たちばな くがつ）
私立歌劇学園1年B組に在籍（2巻より2年A組に進級。）。歌劇学園にスポーツ特待生として入学する。快活明朗な性格で、高い演技力をもつ。元々は『BSカゲキ』の内容の関係で拓海に近づいたのだが、知らぬ間に拓海に惹かれていく。『BSカゲキ』で拓海を騙し続ける事を最後まで後悔し続け、最終回間近でそのことを拓海に打ち明ける。カレーと豚肉が好物なのでポークカレーも当然好物。逢由とは一年のときからの親友。睦月という姉がいる。
加賀 雅弥（かが まさや）
私立歌劇学園1年B組に在籍。眼鏡が似合うクールガイで、拓海の親友。冷静さを売りとしているため、感情が表に出そうになるとメガネを押さえる癖がある。アドリブタイムで生徒会長に対し最高のパフォーマンスをしたことで生徒会執行部に深い関わりができた。恋人役になっていた九月の目の前で拓海に海へナンパしに行こうと誘う割とおおっぴらな性格。二年では正式に生徒会に入り、会長直々に副会長に指名される。幼少の時は睦月と幼馴染の関係だった。睦月の引越しの際に再開を約束したが、その約束が叶うことはなかった。
唐木 亘（からき わたる）
私立歌劇学園1年B組に在籍。愛らしい童顔に似合わない不屈の闘志を持つ男。雅弥に対抗意識を燃やしていて、ドラマの主演や脚本を書いて成功しかけるも、そのたびに何かしらのトラブルで失敗してしまうという不幸な体質。「学園一間の悪い男」といわれている。しかし、『そこが良い！』というファンもいる。
赤城 逢由（あかぎ あゆ）
2巻から登場。私立歌劇学園2年A組に在籍。特技は「天然ボケ」と「失言癖」。おっとりとした性格。『きぐるみん』のメインヒロイン。中学一年の最後に拓海に告白して一週間だけ付き合っていた過去をもつ。その後すぐ転校し、歌劇学園に入学する。拓海の存在は『BSカゲキ』で初めて知り、それを見ていくうちに二人の恋を応援しようと決意する。しかし、二年となって同じクラスになり、ドラマで共演していくにつれて、再び惹かれていってしまう。
水無月 杏子（みなずき きょうこ）
1巻で若干登場していたが、2巻でメインキャラクターとなる。私立歌劇学園3年A組に在籍（2巻）。「黙っていれば美人なのに」と言われ続けるほどの華麗な容姿だが、噂好きで、人の言った言葉を勝手に解釈しており（しかしある程度の根拠はある）、学園中に一日で広まるほどの凄まじい蔓延速度をほこるゴシップ的な噂を流すのが得意。
樹 来夏（いつき らいか）
私立歌劇学園3年A組に在籍していた。1巻では生徒会長を務め白い学ラン別名ハクランを着ていた。『ギターが弾きたいから』という理由で生徒会室を防音に改造したある意味でリーダーシップあふれている。2巻では卒業してしまったからか全く登場していない。

## 用語
KAGEKIチャンネル（かげき-）
CSで放送されているという設定。チャンネル内全ての番組が歌劇市で製作されていることが最大の特徴で、ことドラマに関しては非常に質が高い。
学園カゲキ！（がくえん-）
KAGEKIチャンネルドラマ群の中でも特に人気がある。午後7時から3時間枠を使って放送され、一時間ごとに番組が放映されるシステム。割り当ては1週間のうち15本の1時間ドラマ、3本のバラエティー番組、2本の情報番組。
BSカゲキ（びーえす-）
KAGEKIチャンネルで放送されている番組。正式名称は「学園カゲキ！BackStage」。拓海が学園カゲキ！を一度も見た事がないと言い切ったことから企画ができた。何も知らない新入生が少しずつ学園について知っていくという内容で、学園の裏方紹介としても期待された。非常に人気があり、視聴率はその学園カゲキ！の中でもトップを争うほどだった。
アドリブタイム
歌劇学園で何の予告もなしに行われるイベント。目の前で起こったアクシデントに対し、どれだけよいパフォーマンスができるかで演技力が評価されるので、成り上がり精神豊富な生徒にとって千載一遇のチャンスとなっている。
きぐるみん
2巻に学園カゲキで放送されているドラマの一つ。拓海たちの2年A組が担当。メインキャストは拓海、九月、逢由、杏子の4人。怪獣の着ぐるみを着た少女（逢由）と、彼女に振り回される善良な少年（拓海）の日常を描いた恋愛コメディーという内容。九月は逢由の親友として、杏子は彼らの先輩役として出演する。ちなみにドラマでの役名は各々の名前をカタカナ表記にしただけ。

## 既刊一覧

### 小説
- 山川進（著）・よし☆ヲ（イラスト） 『学園カゲキ！』 小学館〈ガガガ文庫〉、全6巻
  1. 2007年5月24日発売[3]、ISBN 978-4-09-451004-1
  2. 2007年9月19日発売[4]、ISBN 978-4-09-451030-0
  3. 2008年4月18日発売[5]、ISBN 978-4-09-451063-8
  4. 2008年7月18日発売[6]、ISBN 978-4-09-451082-9
  5. 2008年11月18日発売[7]、ISBN 978-4-09-451099-7
  6. 2009年3月18日発売[8]、ISBN 978-4-09-451126-0

### 漫画
- 山川進（原作）・よし☆ヲ（キャラクター原案）・十神真（作画） 『学園カゲキ！』 小学館〈ビッグコミックス〉、2009年9月30日発売[9]、ISBN 978-4-09-182714-2